# Lauren Wilkinson
Lauren Wilkinson (Vancouver, 17 de octubre de 1989) es una deportista canadiense que compitió en remo.
Participó en dos Juegos Olímpicos de Verano, obteniendo una medalla de plata en Londres 2012, en la prueba de ocho con timonel, y el quinto lugar en Río de Janeiro 2016, en la misma prueba.
Ganó dos medallas en el Campeonato Mundial de Remo, en los años 2014 y 2015.

## Palmarés internacional
| Juegos Olímpicos   | Juegos Olímpicos         | Juegos Olímpicos  | Juegos Olímpicos |
| Año                | Lugar                    | Medalla           | Prueba           |
| ------------------ | ------------------------ | ----------------- | ---------------- |
| 2012               | Londres (Reino Unido)    | Medalla de plata  | Ocho con timonel |
| Campeonato Mundial |                          |                   |                  |
| Año                | Lugar                    | Medalla           | Prueba           |
| 2014               | Ámsterdam (Países Bajos) | Medalla de plata  | Ocho con timonel |
| 2015               | Aiguebelette (Francia)   | Medalla de bronce | Ocho con timonel |